# 毛主席视察北园公社纪念地
毛主席视察北园公社纪念地位于中国山东省济南市北园街道水屯社区，今北园中学院内，总占地面积1.8万平方米。时任中国共产党中央委员会主席毛泽东曾于1959年8月9日视察当地，并发出“还是办人民公社好”的号召，同月20日山东省内最早的人民公社——历城县北园人民公社创办，对人民公社化运动在全国范围内的开展产生了重要影响，该纪念地即为纪念这一历史事件而建。
纪念地的主体部分为1970年所建的毛泽东塑像和其后刻有毛泽东手书“人民公社好”五个馏金大字的大型花岗岩坊，塑像南侧的学校操场原为可容纳万人的广场，塑像东西两侧原设有展示接待用房和花房、荷花池（今均已不存），除此之外场地上保留了当时的见证物“幸福槐”（因毛泽东曾在此槐树下同贫下中农交谈而得名）和窝棚（今已不存）。